# عرب پتاش
عرب پتاش (انگلیسی: Arab Potash) شرکت معدن اردنی است، که در سال ۱۹۵۶ تأسیس شد. این شرکت هم‌اکنون به‌عنوان نهمین تولید کننده کود شیمیایی جهان شناخته می‌شود و هشتمین تولید کننده پتاس در جهان می‌باشد.